# Sämbosjön
Sämbosjön är en sjö i Varbergs kommun i Halland och ingår i Himleåns huvudavrinningsområde. Sjön är 5,7 meter djup, har en yta på 0,196 kvadratkilometer och befinner sig 34,3 meter över havet. Sjön avvattnas av vattendraget Spånggårdsbäcken.

## Delavrinningsområde
Sämbosjön ingår i det delavrinningsområde (634129-129311) som SMHI kallar för Mynnar i Himleån. Medelhöjden är 32 meter över havet och ytan är 17,71 kvadratkilometer. Det finns inga avrinningsområden uppströms utan avrinningsområdet är högsta punkten. Spånggårdsbäcken som avvattnar avrinningsområdet har biflödesordning 2, vilket innebär att vattnet flödar genom totalt 2 vattendrag innan det når havet efter 7,9 kilometer. Avrinningsområdet består mestadels av skog (18 %), öppen mark (12 %) och jordbruk (68 %). Avrinningsområdet har 0,33 kvadratkilometer vattenytor vilket ger det en sjöprocent på 1,8 %.